# واساک سیونی
واساک سیونی (ارمنی: Վասակ Սյունի؛ نامعلوم – ۴۵۲) شاه سیونیک از ۴۰۹ تا ۴۵۲ میلادی بود. او همچنین از سال ۴۴۲ تا ۴۵۲ مرزبان ارمنستان در دوره شاهنشاهی ساسانی بود.